# Робърт Уилсън (икономист)
Робърт Бътлър Уилсън (на английски: Robert Butler Wilson) е американски икономист.

## Биография
Роден е на 16 май 1937 г. в Дженива, щата Небраска. Завършва бизнес администрация в Харвардския университет, където през 1963 г. защитава и доктора. От 1964 г. до пенсионирането си през 2004 г. преподава в Станфордския университет. Става известен като един от водещите специалисти в теорията на игрите, по-специално в теорията на търговете.

## Признание
През 2020 г. получава, заедно с Пол Милгръм, Нобелова награда за икономика „за подобрения в теорията на търговете и създаване на нови формати на търгове“.
Почетни докторати
- 1986 – почетен доктор по икономика на Норвежкото училище по икономика;
- 1995 – почетен доктор по право на Чикагския университет;[4]
- 2018 – почетен доктор на науките на Лондонското училище по икономика.